# Eremaula
Eremaula là một chi bướm đêm thuộc họ Noctuidae.

## Loài
- Eremaula minor (Butler, 1886)